# IC 3459
IC 3459 — галактика типу Im () у сузір'ї Діва.
Цей об'єкт міститься в оригінальній редакції індексного каталогу.